# Ebernburg (cetate)
Cetatea Ebernburg este o cetate situată în Bad Münster am Stein-Ebernburg pe valea Nahe in Rheinland-Pfalz. 

## Galerie de imagini

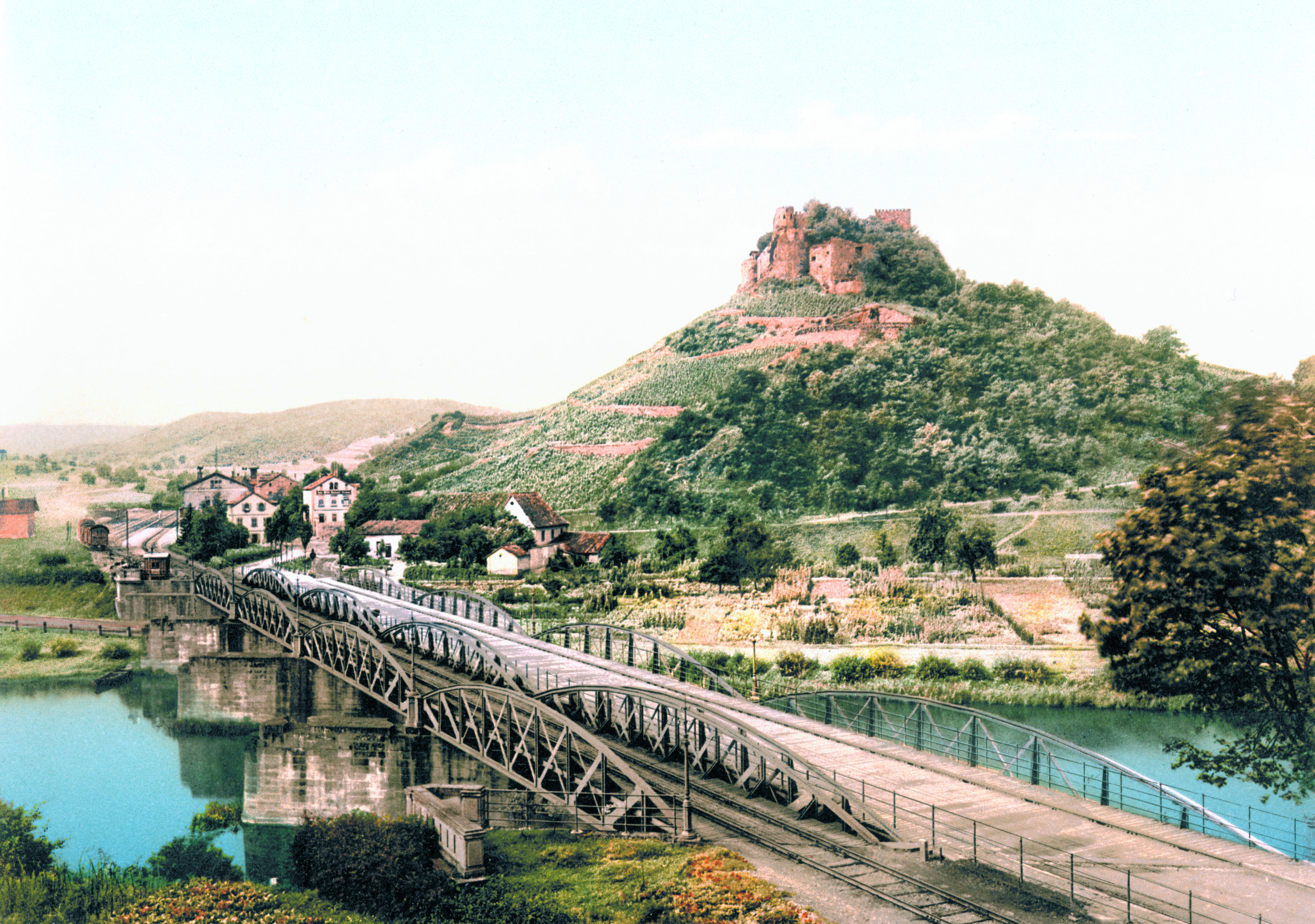
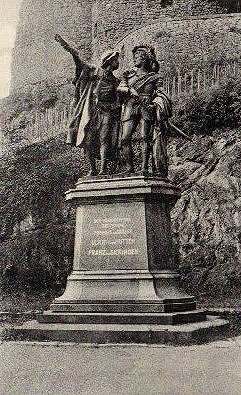
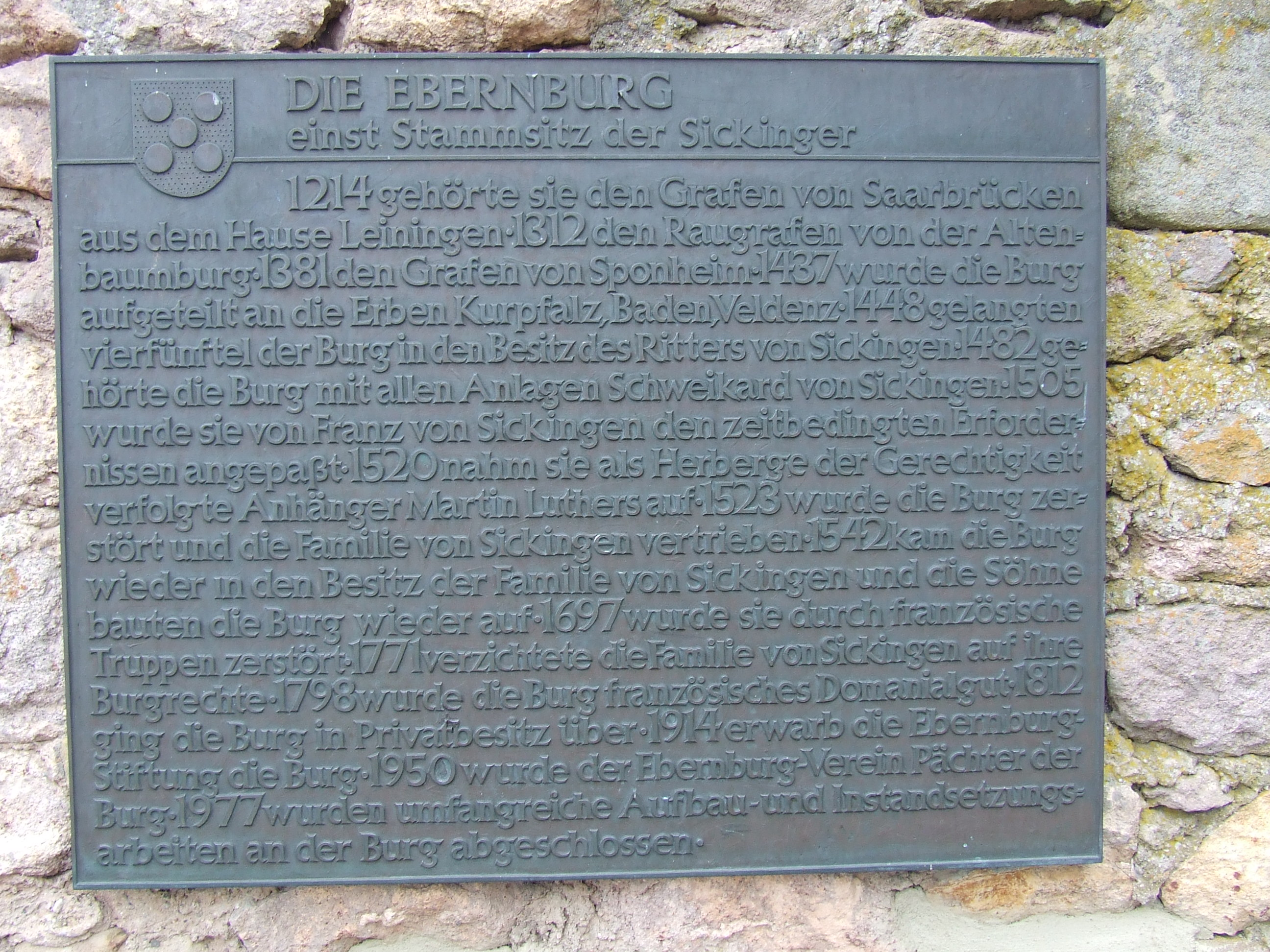